# Ervidel
Ervidel é uma povoação portuguesa sede da Freguesia de Ervidel do Município de Aljustrel, freguesia com 38,85 km² de área e 917 habitantes (censo de 2021), tendo, por isso, uma densidade populacional de 23,6 hab./km².

## Demografia
A população registada nos censos foi:
| Distribuição da População por Grupos Etários | Distribuição da População por Grupos Etários | Distribuição da População por Grupos Etários | Distribuição da População por Grupos Etários | Distribuição da População por Grupos Etários |
| -------------------------------------------- | -------------------------------------------- | -------------------------------------------- | -------------------------------------------- | -------------------------------------------- |
| Ano                                          | 0-14 Anos                                    | 15-24 Anos                                   | 25-64 Anos                                   | > 65 Anos                                    |
| 2001                                         | 135                                          | 146                                          | 575                                          | 453                                          |
| 2011                                         | 91                                           | 84                                           | 472                                          | 358                                          |
| 2021                                         | 87                                           | 72                                           | 437                                          | 321                                          |

## História
A 1ª referência a Ervidel é do ano de 1562. Referências mais recorrentes encontram-se a partir das segunda metade do séc. XVII, sendo que inclusivamente Ervidel surge por vezes referenciada como Aldea do Ervedel em mapas  do início de 1800s. 
Ervidel é atualmente indissociável da barragem que abastece o perímetro de rega do Roxo. Desde sempre, foi terra de vinho, azeite e cereais. Aliás, a produção de vinho de todo o município tem estado a concentrar-se nesta freguesia. Por isso a paisagem de Ervidel, onde os vinhedos marcam forte presença desde os tempos mais remotos, continua, hoje em dia, a gozar das extensões de retorcidas cepas das várias castas de uva que fazem os seus afamados vinhos. Entre outras, destaque-se a adega Moreira, onde as talhas de barro remontam ao século XIX, estando a mais antiga datada de 1843. É nestas talhas que a uva esmagada fermenta, até acontecer o vinho novo, que se prova pelo S. Martinho. 
A denominada Freguesia de S. Julião de Ervidel pertencia originalmente ao concelho de Beja, tendo sido integrada no concelho (atual município) de Aljustrel em 1854, como parte de uma reforma administrativa introduzida por Decreto-Lei de 6 de Novembro de 1836. Estava igualmente integrada no distrito de recrutamento de Lagos. Do ponto de vista religioso, foi um dos curatos da apresentação do Arcebispo de Évora e do pior de Santiago de Beja.
Um documento de 1758 refere que «a freguesia de Ervidel tem cento e quarenta vizinhos e as pessoas maiores que há nela são quatrocentos e cinquenta. Está situada parte em vales e parte em montes e dela se descobre a cidade de Beja para nascente e para a parte poente, a vila de Aljustrel do Campo de Ourique de que dista duas léguas. É Orago desta Aldeia São Julião Mártir. O Pároco é Cura apresentado pelo Arcebispo de Évora. Há no distrito desta freguesia uma ermida de Sâo Lourenço que dista desta aldeia meia légua e fica junto a uma ribeira chamada do Roxo e tem ainda outra ermida do apostolo São Pedro. Compõem-se esta freguesia de homens lavradores, oficiais e homens de Vintena eleitos pela comarca de Beja. Desta à cidade de Lisboa são vinte e uma léguas e a Évora onze. Não padeceu esta freguesia ruína alguma no terramoto de 1755». Em meados do século XIX, a freguesia não possuía quaisquer pequenas propriedades, que só mais tarde é que começaram a surgir, devido ao aforamento de courelas e arroteamento dos terrenos incultos, tendo as grandes herdades da Abelheira, Abelheirinha e Beirão sido subdivididas. Este processo levou a grandes alterações na base económica de Ervidel, cuja população passou a ser constituída maioritariamente por pequenos agricultores. Transformou igualmente a produção agrícola, tendo permitido a introdução de novas culturas, como vinhedos e olivais.
Devido à importância da exploração agrícola na freguesia, a Câmara Municipal de Aljustrel adquiriu o espólio reunido por um ilustre filho de Ervidel, Sr. José Ramires Saraiva. Este espólio foi musealizado, por iniciativa da edilidade, num novo espaço adaptado para o efeito, o Núcleo Rural de Ervidel do Museu de Aljustrel, onde poderá observar a recriação de uma casa rural, instrumentos de agricultura e o «Ciclo do Trigo», onde se faz um périplo pela cultura deste cereal desde a escolha da semente ao fabrico do pão.[carece de fontes?]
Também teve pelo menos um couto mineiro, na Herdade de Val Calvo, cuja exploração foi feita pela firma de Alonso Gomes, por alvará de 15 de Setembro de 1869.

## Descrição

### Localização
Fica junto à Barragem do Roxo, cuja ribeira é um dos afluentes do Rio Sado. Do largo fronteiro à Igreja, a paisagem sobre a albufeira do Roxo é a perder de vista e a presença desta enorme e bela massa de água quase nos faz esquecer que nos encontramos em pleno Baixo Alentejo, tradicionalmente de clima quente e seco e de estiagem longa.

### Atividades Económicas
As principais atividades económicas são:
- agricultura
  - vinha
  - olival (Ervidel encontra-se inserida na área geográfica do Azeite do Alentejo Interior DOP)
  - cereais
- pecuária
- serralharia
- carpintaria

### Festas e Romarias
- Baile da Pinha (Páscoa),
- Festas populares (Julho),
- Hello Summer (segundo fim-de-semana de julho)
- Semana da Juventude (última semana de Julho),
- Nossa Senhora do Rosário (Agosto),
- Vin&Cultura (Novembro, S. Martinho).

### Património
- Castelo Velho do Roxo
- Edifício da sede da Junta de Freguesia.
- Igreja Paroquial de S. Julião (século XVI-XVIII).
- Capela de São Pedro (século XVIII).
- Moinhos de vento, chaminés.
- Adegas típicas.

### Pontos de Interesse
- Adegas (Vinho da Talha).
- Núcleo Rural de Ervidel / Museu de Aljustrel.
- Lagar de azeite.
- Edifício da Escola Agrícola Coronel Mourão.
- Zona de caça.
- Barragem do Roxo (a 5 km), local de romaria para a comemoração do dia 25 de Abril mas principalmente no dia 1 de Maio, Dia do Trabalhador.
- Ponto de interceção das estradas nacionais EN2 (Chaves - Faro) e EN18 (Guarda - Ervidel).

## Presidente e Ex-Presidentes da Junta de Freguesia
| Presidente                      | Partido | Mandato     |
| ------------------------------- | ------- | ----------- |
| Andreia Isabel Candeias Piassab | PS      | 2021-Actual |
| Cristina Isabel Ferreira Lopes  | CDU     | 2017-2021   |
| Ildefonso Godinho               | CDU     | 2013-2017   |
| Manuel Nobre Rodrigues Rosa     | CDU     | 2001-2013   |
| Manuel Estrela Simão Mira       | CDU     | 1997-2001   |
| Manuel Tomás Zorro              | CDU     | 1993-1997   |
| José Ramires Saraiva            |         | -1993       |

## Naturais de Ervidel
- Heduíno Gomes: político e empresário português
- António Saraiva: empresário português. Presidente da Confederação da Indústria Portuguesa desde 2010